# 紀元前593年
紀元前593年（きげんぜん593ねん）は、西暦（ローマ暦）による年。紀元前1世紀の共和政ローマ末期以降の古代ローマにおいては、ローマ建国紀元161年として知られていた。紀年法として西暦（キリスト紀元）がヨーロッパで広く普及した中世時代初期以降、この年は紀元前593年と表記されるのが一般的となった。

## 他の紀年法
- 干支 : 戊辰
- 日本
  - 皇紀68年
  - 神武天皇68年
- 中国
  - 周 - 定王14年
  - 魯 - 宣公16年
  - 斉 - 頃公6年
  - 晋 - 景公7年
  - 秦 - 桓公11年
  - 楚 - 荘王21年
  - 宋 - 文公18年
  - 衛 - 穆公7年
  - 陳 - 成公6年
  - 蔡 - 文侯19年
  - 曹 - 宣公2年
  - 鄭 - 襄公12年
  - 燕 - 宣公9年
- 朝鮮
  - 檀紀1741年
- ユダヤ暦 : 3168年 - 3169年

## できごと

### 中国
- 晋の士会が軍を率いて赤狄の甲氏・留吁・鐸辰を滅ぼした。
- 晋の景公は士会を派遣して周王室の内紛を調停させた。